# 339 Доротея
339 Дороте́я (339 Dorothea) — астероїд головного поясу, відкритий 25 вересня 1892 року Максом Вольфом.